# Sermeq Kujalleq

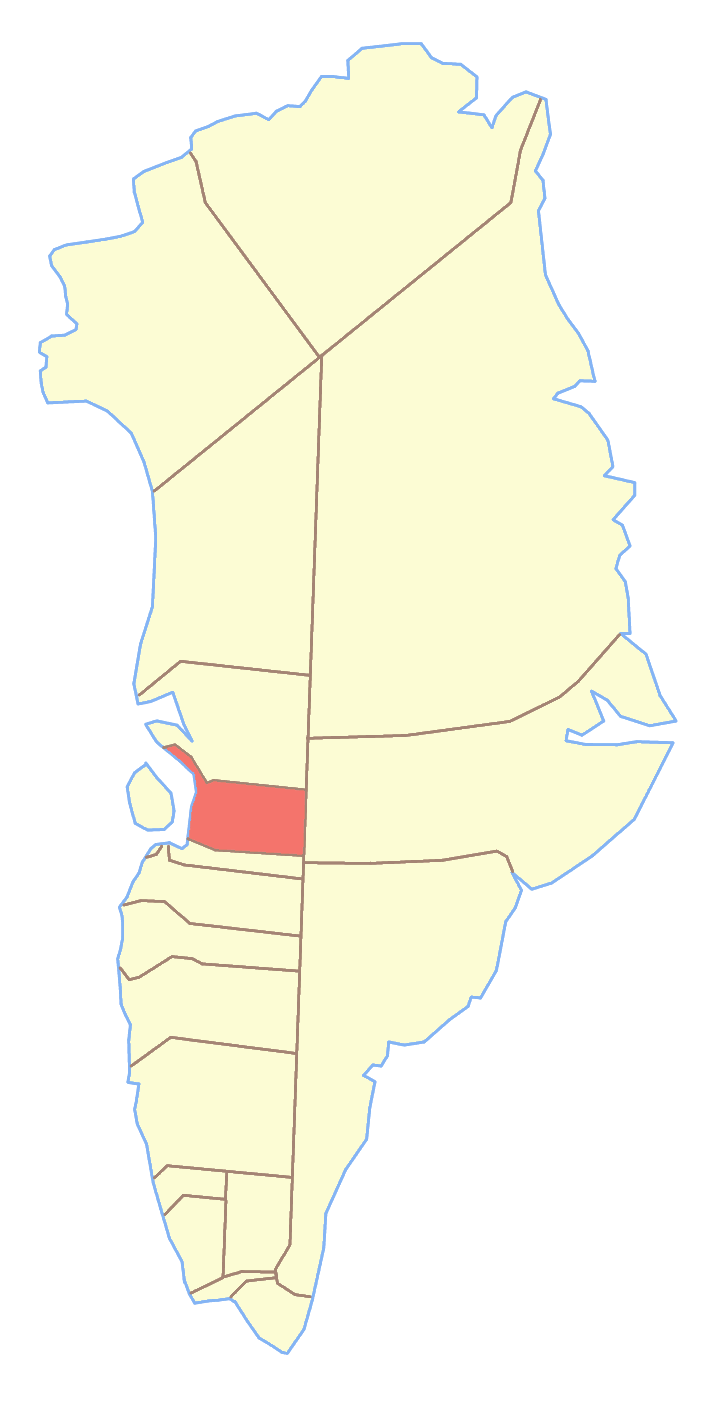
Ex comune di Ilulissat, dove si trovava il Sermeq Kujalleq

Il Sermeq Kujalleq (o Jakobshavn Isbræ in danese) è un grande ghiacciaio della Groenlandia. Si trova nel comune di Avannaata, in prossimità del villaggio di Ilulissat. È il più grande ghiacciaio del mondo al di fuori dell'Antartide, largo 5 km e di spessore ignoto. Dal suo fronte, sul fiordo di ghiaccio di Kangia, si stacca un decimo degli iceberg delle acque della Groenlandia.
L'iceberg che aveva provocato l'affondamento del RMS Titanic si era formato in questo ghiacciaio e venne trasportato dalla forte corrente del Labrador, attraverso la baia di Baffin.